# Johannes Thedens
Johannes Thedens (Friedrichstadt, 1680 – Batavia, 19 maart 1748) was van 1741 tot en met 1743 gouverneur-generaal voor de Vereenigde Oostindische Compagnie (VOC). Tijdens zijn bestuursperiode vonden er voortdurend onlusten plaats met de Chinezen, zowel in Batavia als op Midden-Java.

## VOC-loopbaan
Thedens, die in het door geïmmigreerde Nederlandse remonstranten gestichte Friedrichstad (Duitsland) was geboren, ging op 17 december 1697 aan boord van het schip de 'Unie' naar Indië. In 1702 werd hij assistent, en in 1719, na een verblijf van twintig jaar in Indië, werd hij benoemd tot koopman.
Hij was van 1723 tot en met 1729 opperkoopman en opperhoofd van de factorij Dejima in Japan.
In 1729 werd hij benoemd in Malabar, maar hier liet hij zich na twee dagen verontschuldigen.
In 1731 werd Thedens extraordinair (buitengewoon) lid van de Raad van Indië en in 1736 werd hij benoemd tot volwaardig lid (Raad ordinair) van deze raad.
Hij werd in 1740 aangesteld als eerste raad van Indië en kreeg in datzelfde jaar de functie van directeur-generaal van de VOC. In de praktijk was hij nu de tweede man in Indië, naast de gouverneur-generaal.
Na het ontslag van Adriaan Valckenier werd Thedens als eerste raad van Indië benoemd tot gouverneur-generaal ad interim (6 november 1741).

## Gouverneur-generaal
Johannes Thedens bestuur begon in de periode direct na de Chinezenmoord van 1740, die was ontstaan door het ineenstorten van de suikermarkt en de daaropvolgende werkloosheid en opstand onder de Chinese arbeiders.
De uit de ommelanden van Batavia verdreven Chinezen hadden in groten getale bescherming gezocht in Mataram.
Thedens kreeg bij het neerslaan van deze opstand de hulp van de aartsvijand van Mataram, de vorst van Madoera, die hoopte door de Nederlanders te steunen zijn invloed op Midden- en Oost-Java te kunnen uitbreiden.
Hierop zag de soesoehoenan (sultan) van Mataram zich genoodzaakt om zijn contacten met de Chinezen te verbreken en vredesbesprekingen met de VOC aan te knopen. Door deze ommekeer in de politiek verloor de soesoehoenan veel van zijn aanzien onder de plaatselijke bevolking, en hij moest de hulp van de VOC inroepen om aan de macht te blijven.
De verspreid wonende Chinezen kregen door Thedens een eigen 'kamp' aangewezen, direct ten zuidwesten van Batavia, het latere Glodok, nog steeds de Chinese buurt van Jakarta.
Hierop verbeterde de verhouding tussen de VOC en de Chinezen aanmerkelijk. Al snel verschenen er weer Chinese handelsschepen op de rede van Batavia, de immigratie van Chinezen nam weer toe en ook de suikerindustrie herstelde zich langzamerhand.
Thedens voorganger, de in ongenade gevallen Valckenier, werd vanaf 1742 op het bastion Robijn van het kasteel van Batavia gevangen gehouden.
Na aankomst van zijn door de Heren XVII benoemde opvolger Gustaaf Willem van Imhoff sr. droeg Johannes Thedens in 1743 de landvoogdij aan hem over.
Johannes Thedens is op 19 maart 1748 in zijn landhuis bij Batavia overleden.